# Осканов, Суламбек Сусаркулович
Суламбе́к Сусарку́лович Оска́нов (8 января 1943, Плиево, Чечено-Ингушская АССР — 7 февраля 1992, Добринский район, Липецкая область) — советский и российский военный лётчик, генерал-майор авиации. Герой Российской Федерации (11 апреля 1992 года, посмертно) — первый человек, удостоенный этого звания. Кандидат военных наук.

## Биография
Родился 8 января 1943 года в селе Плиево Назрановского района Чечено-Ингушской АССР (ныне Республики Ингушетия) в крестьянской семье.
После окончания школы поступил в ремесленное училище в Грозном. Одновременно учился в местном аэроклубе.
В 1966 году с отличием окончил Качинское высшее военное авиационное училище лётчиков и стал лётчиком-инструктором в звании лейтенанта. В 1969 году назначен заместителем командира учебной авиационной эскадрильи.
С окончанием в 1974 году Военно-политической академии имени В. И. Ленина Осканов получил назначение на должность заместителя командира истребительно-авиационного полка Группы советских войск в Германии. Было присвоено звание «Военный лётчик 1-го класса». Затем полковник Осканов был назначен старшим лётчиком-инспектором Службы безопасности полетов Военно-воздушных сил СССР. Он одним из первых в ВВС освоил истребитель 4-го поколения МиГ-29.
С 1984 по 1986 год служил в качестве заместителя командира истребительно-авиационного соединения Южной группы войск в Венгрии. Это были годы дальнейшего совершенствования боевого мастерства военного лётчика высшего класса. Его представили к присвоению почётного звания «Заслуженный военный лётчик СССР», но данное звание ему присвоено не было.
В 1987 году полковник С. Осканов был назначен заместителем начальника Центра боевой подготовки и переучивания лётного состава ВВС СССР в Липецке. 6 мая 1989 года ему было присвоено воинское звание «генерал-майор авиации». В том же году назначен начальником Липецкого центра боевой подготовки.
В 1990 году защитил диссертацию на соискание учёной степени кандидата военных наук. В том же году получает звание «Заслуженный специалист Вооруженных Сил СССР». В 1991 году он заочно окончил Военную академию Генерального штаба.
7 февраля 1992 года при выполнении тренировочного полёта в сложных метеорологических условиях у самолёта МиГ-29, который пилотировал С. Осканов, произошёл отказ авиагоризонта, в результате чего в условиях плохой видимости была потеряна пространственная ориентировка. Выйдя из облаков, лётчик увидел перед собой населённый пункт. Ценой собственной жизни он сумел предотвратить падение самолёта на посёлок Хворостянку Добринского района Липецкой области, отвернув от него в последние секунды полёта с 12-кратной перегрузкой. Самолёт упал в поле у окраины деревни Казельки Добринского района.
Похоронен в родном селе Плиево Республики Ингушетия.

## Награды
Указом Президента России от 11 апреля 1992 года за мужество и героизм, проявленные при исполнении воинского долга генерал-майору авиации С. С. Осканову посмертно присвоено звание Героя Российской Федерации. Его вдове была вручена медаль «Золотая звезда» № 2: по версии генерал-полковника авиации Николая Антошкина, вручить медаль под номером 2 решили по той причине, что Герой России № 1 должен был быть живым.
Также Осканов ранее был награждён орденами Красной Звезды, «За службу Родине в Вооружённых Силах СССР» и медалями.

## Память

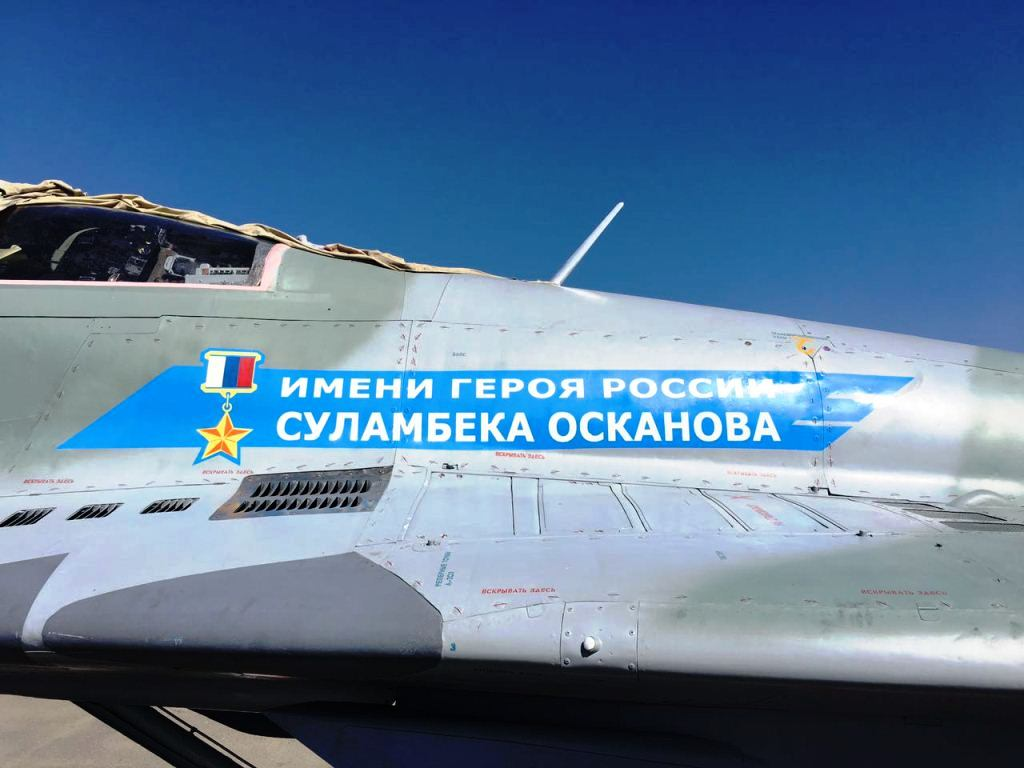
МиГ-29, носящий имя Героя России Суламбека Осканова

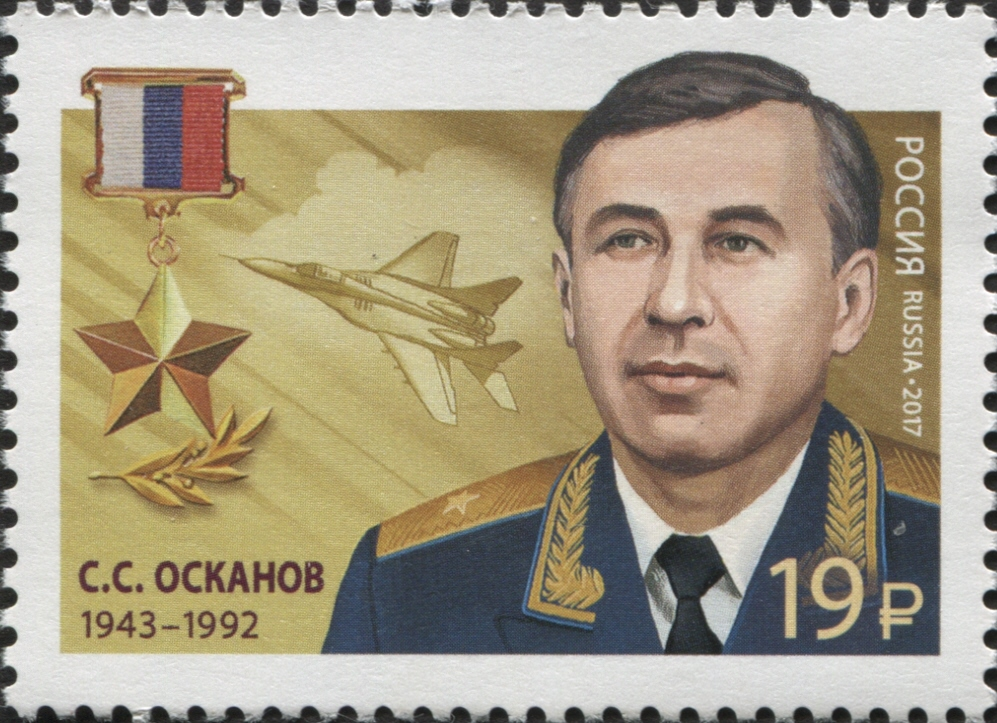
Почтовая марка, посвящённая Суламбеку Осканову

- В 2008 году именем Суламбека Осканова названа улица в Елецком микрорайоне в Липецке.
- Фамилию лётчика носит улица в Малгобеке.
- Именем Суламбека Осканова названы улица и центральная площадь в пгт Сунжа, на площади установлен памятник герою.
- На месте гибели лётчика установлен памятник.
- В средней школе № 13 села Плиево открыт музей имени Героя.
- Именем Осканова названа школа в Назрани.
- В Ингушетии проводятся турниры по боксу на призы имени Суламбека Осканова.
- Имя Суламбека Сусаркуловича Осканова присвоено открытому акционерному обществу «Аэропорт Магас».
- В Ингушетии функционирует Государственное унитарное предприятие имени С. С. Осканова, подведомственное Министерству сельского хозяйства и продовольствия Республики Ингушетия[4].
- С 2012 года самолёт МиГ-29 Липецкого авиацентра (бортовой номер 29) носит имя Суламбека Осканова. Ныне в составе российской авиабазы Эребуни (Армения)[5][6].
- В 2017 году в России была выпущена почтовая марка (№ 2195) с портретом Суламбека Осканова.[7]
- В 2018 году в честь Суламбека Осканова назван самолёт Boeing 767 авиакомпании ЮТэйр.[8]
- 24 мая 2022 года Постановлением Правительства Москвы западная часть Проектируемого проезда № 2236 в Бескудниковском районе Северного административного округа Москвы была переименована в улицу Лётчика Осканова[9].